# Крейгслист
Крейгслист (англ. Craigslist, дословно — каталог Крейга по имени основателя Крейга Ньюмарка, стил. craigslist) — сайт электронных объявлений, пользующийся большой популярностью у американских пользователей Интернета. Крейгслист возник в городе Сан-Франциско, США в 1995 году, когда интернет получил более широкое распространение среди населения. Тогда же создатели сайта обнаружили потребность рынка в дешёвом, быстром и легкодоступном источнике разнообразного рода объявлений.

## История
Поначалу основная масса электронных объявлений размещалась на сайте компании за небольшую плату. Этой услугой воспользовались работодатели и соискатели из Сан-Франциско. Постепенно к ним добавились объявления о сдаче площадей в аренду, позже появились объявления о продаже и покупке различного движимого и недвижимого имущества и, наконец, объявления личного характера, знакомства, разнообразные форумы и т. д. Возникла необходимость для создания целого ряда категорий, которые, в свою очередь, разбиваются по территориальному признаку. Формат газеты — электронный. Основная масса объявлений — бесплатные. Главный офис компании располагается в Сан-Франциско. Для размещения объявлений регистрация не требуется, за исключением некоторых городов США. В настоящее время меню сайта поддерживает английский, голландский, датский, итальянский, испанский, немецкий, норвежский, португальский, филиппинский, финский, французский, шведский, турецкий и русский языки. Вместе с тем, опубликовать объявление можно на любом языке, в том числе на русском. Запрос с текстом объявления отправляется на адрес указанной электронной почты, после чего необходимо его подтвердить, нажав виртуальную кнопку «публикация». После этого на объявление откликаются люди и посылают свои ответы, но ваш адрес электронной почты они не узнают, пока вы не решите ответить им. Географически Крейгслист охватывает все регионы планеты, где есть сколько-нибудь существенный спрос на электронные объявления. Новые города и регионы добавляются путём запроса в редакцию от пользователей. Россия также представлена в Крейгслисте, но пока только двумя городами: Москва и Санкт-Петербург. Большинства стран СНГ в Крейгслисте нет.

## Финансы и статистика
Сайт набирает всё большую популярность, в том числе в самих США.
Общее число индивидуальных посетителей за 2007 год — 30 миллионов человек, что сделало сайт 56-м в мире по популярности.
Его объявления охватывают свыше 450 городов мира.
Общая выручка за 2007 год оценивается в интервале от 10—30 млн долларов.
25 % акций владеет интернет-аукцион eBay.